# Dirección General del Español en el Mundo
La Dirección General del Español en el Mundo (DGEM) de España es el órgano directivo del Ministerio de Asuntos Exteriores, Unión Europea y Cooperación, adscrito a la Secretaría de Estado para Iberoamérica y el Caribe y el Español en el Mundo, responsable de ejecutar las políticas de fomento del idioma español en el mundo.
La Dirección General forma parte de la Alianza para la Nueva Economía de la Lengua, un proyecto público-privado para impulsar la ejecución del PERTE de la Nueva Economía de la Lengua.

## Historia
La DGEM se creó en septiembre de 2021 para asumir aquellas competencias relativas a la promoción del español que el Ministerio tuviera. Se estructuró en abril de 2022 a través de dos subdirecciones generales, una para Coherencia en la Acción de Fomento del Español y otra para el Fomento del Español en el Mundo.

## Estructura y funciones
Esta dirección general se compone de tres órganos, con rango de subdirección general, que ejercen las competencias que le son propias:
- La Subdirección General de Coherencia en la Acción de Fomento del Español, a la que corresponde asegurar la coherencia de la acción de fomento del español en el mundo por parte de todos los actores implicados en esta tarea; reforzar la colaboración, dentro de una estrategia común, entre los principales actores e instituciones que llevan a cabo una acción en el exterior para la defensa del español; y promover la colaboración con el conjunto de instituciones iberoamericanas para la promoción del español en el mundo.
- La Subdirección General de Fomento del Español en el Mundo, a la que corresponde fijar las líneas maestras de actuación para la promoción del español en aquellos ámbitos geográficos en los que la lengua española no es considerada idioma oficial y fomentar la presencia del español en todos los foros y ámbitos, incluidos el económico, el cultural y el científico.